# Aeroportul Clermont
Aeroportul Clermont (IATA: CMQ, ICAO: YCMT) este un aeroport din Queensland, Australia ce deservește zona Clermont⁠(d). A fost numit după zona deservită.
Situat la o altitudine de 274 m, aeroportul dispune de o singură pistă. Este operat de Isaac Region⁠(d).